# Jack Thibeau
Jack Thibeau (Chicago, 12 giugno 1946) è un attore statunitense.

## Biografia
Non più attivo dal 1993, è divenuto famoso per aver interpretato il carcerato Clarence Anglin in Fuga da Alcatraz.

## Filmografia parziale

### Cinema
- Apocalypse Now, regia di Francis Ford Coppola (1979)
- Fuga da Alcatraz (Escape from Alcatraz), regia di Don Siegel (1979)
- 1941 - Allarme a Hollywood (1941), regia di Steven Spielberg (1979)
- L'angelo della vendetta (Ms. 45), regia di Abel Ferrara (1981)
- Crazy Runners - Quei pazzi pazzi sulle autostrade (Honky Tonk Freeway), regia di John Schlesinger (1981)
- Un ragazzo chiamato Tex (Tex), regia di Tim Hunter (1982)
- 48 ore (48 Hrs.), regia di Walter Hill (1982)
- Coraggio... fatti ammazzare (Sudden Impact), regia di Clint Eastwood (1983)
- Per piacere... non salvarmi più la vita (City Heat), regia di Richard Benjamin (1984)
- Allarme rosso (Warning Sign), regia di Hal Barwood (1985)
- The Hitcher - La lunga strada della paura (The Hitcher), regia di Robert Harmon (1986)
- Arma letale (Lethal Weapon), regia di Richard Donner (1987)
- Bambola meccanica mod. Cherry 2000 (Cherry 2000), regia di Steve De Jarnatt 1987)
- Action Jackson, regia di Craig R. Baxley (1988)

### Televisione
- Alfred Hitchcock presenta (Alfred Hitchcock Presents) – serie TV, episodio 1x12 (1985)
- Top Secret (Scarecrow and Mrs. King) – serie TV, un episodio (1985)
- Miami Vice – serie TV, episodio 3x06 (1986)

## Doppiatori italiani
Nelle versioni in italiano delle opere in cui ha recitato, Jack Thibeau è stato doppiato da:
- Giancarlo Padoan in Fuga da Alcatraz
- Claudio Fattoretto in Alfred Hitchcock presenta (ep. speciale 1x02)
- Michele Gammino in Alfred Hitchcock presenta (ep. 1x12)
- Roberto Chevalier in Top Secret
- Silvio Anselmo in Arma letale
- Cesare Barbetti in Action Jackson